# Lee Shallat-Chemel
Lee Shallat-Chemel (Los Angeles, 15 de agosto de 1943) é um diretor e produtor de televisão estadunidense. Ficou conhecido por trabalhar em That's So Raven, Diff'rent Strokes, Murphy Brown, Mad About You, Suddenly Susan, Becker, Sydney, George Lopez, Arrested Development, The Middle, entre outros.